# Uranoscopus cognatus
Uranoscopus cognatus är en fiskart som beskrevs av Cantor, 1849. Uranoscopus cognatus ingår i släktet Uranoscopus och familjen Uranoscopidae. Inga underarter finns listade i Catalogue of Life.